# Foot Ball Club Spezia 1906 1976-1977
Questa voce raccoglie le informazioni riguardanti il Foot Ball Club Spezia 1906 nelle competizioni ufficiali della stagione 1976-1977.

## Stagione
La panchina degli aquilotti viene affidata al toscanaccio Nedo Sonetti il piombinese che ha da poco attaccato le scarpe al chiodo e si tuffa con entusiasmo nel nuovo ruolo. In porta arriva Maurizio Moscatelli, a novembre ad affiancare in attacco Daniele Agostini, viene acquistato dal Brindisi Pier Luigi Angeloni, segnano 17 reti in due. La squadra spezzina lotta spalla a spalla con il Parma e la Pistoiese per il primato, alla lunga sono gli arancioni toscani di Bruno Bolchi a prendere il comando e ottenere la promozione.
La Pistoiese sale in Serie B con 54 punti, secondo il Parma con 46 punti crollato nel finale, terzo lo Spezia con 42 punti. Gli aquilotti al Picco strapazzano tutte le cugine toscane, cedendo solo al Parma nello scontro diretto che stabilisce la piazza d'onore. Alla capolista lo Spezia impone due pareggi. Una curiosità di stagione sono le 14 partite terminate (0-0).
Nella Coppa Italia Semipro lo Spezia, prima del campionato, disputa il settimo girone di qualificazione, lo vince il Livorno davanti al Pisa ed ai bianconeri.

## Rosa
| N. |                   | Ruolo | Calciatore          |
| -- | ----------------- | ----- | ------------------- |
|    | Italia (bandiera) | A     | Daniele Agostini    |
|    | Italia (bandiera) | A     | Pier Luigi Angeloni |
|    | Italia (bandiera) | D     | Stefano Bertolini   |
|    | Italia (bandiera) | C     | Giampaolo Bonanni   |
|    | Italia (bandiera) | C     | Carlo Carrani       |
|    | Italia (bandiera) | C     | Maurizio De Fraia   |
|    | Italia (bandiera) | C     | Francesco Fazio     |
|    | Italia (bandiera) | A     | Alessandro Ferraris |
|    | Italia (bandiera) | D     | Emer Franceschi     |
|    | Italia (bandiera) | C     | Giorgio Giulietti   |

| N. |                   | Ruolo | Calciatore          |
| -- | ----------------- | ----- | ------------------- |
|    | Italia (bandiera) | P     | Corrado Menconi     |
|    | Italia (bandiera) | P     | Maurizio Moscatelli |
|    | Italia (bandiera) | D     | Osvaldo Motto       |
|    | Italia (bandiera) | A     | Claudio Ricciarelli |
|    | Italia (bandiera) | D     | Antonio Sassarini   |
|    | Italia (bandiera) | C     | Angelo Seghezza     |
|    | Italia (bandiera) | A     | Antonio Sellitri    |
|    | Italia (bandiera) | C     | Fabiano Speggiorin  |
|    | Italia (bandiera) | A     | Stefano Strata      |

## Risultati

### Serie C

#### Girone di andata
| La Spezia 12 settembre 1976 1ª giornata | Spezia          | 0 – 0 | Siena | Stadio Alberto Picco\| Arbitro: \| Vinci (Messina) \| |
| Arbitro:                                | Vinci (Messina) |       |       |                                                       |

| Pistoia 19 settembre 1976 2ª giornata | Pistoiese      | 0 – 0 | Spezia | Stadio Comunale\| Arbitro: \| Agate (Torino) \| |
| Arbitro:                              | Agate (Torino) |       |        |                                                 |

| Arbitro: | Chiri (Mantova) |

|                          |           |  |
| F. Speggiorin 75’ (rig.) | Marcatori |  |

| Pisa 3 ottobre 1976 4ª giornata | Pisa              | 0 – 0 | Spezia | Stadio Arena Garibaldi\| Arbitro: \| Falzier (Treviso) \| |
| Arbitro:                        | Falzier (Treviso) |       |        |                                                           |

| La Spezia 10 ottobre 1976 5ª giornata | Spezia            | 0 – 0 | Sangiovannese | Stadio Alberto Picco\| Arbitro: \| Stringaro (Udine) \| |
| Arbitro:                              | Stringaro (Udine) |       |               |                                                         |

| Arbitro: | Milan (Treviso) |

|                                            |           |  |
| Bonanni 15’ Agostini 50’ F. Speggiorin 57’ | Marcatori |  |

| Massa 24 ottobre 1976 7ª giornata | Massese         | 0 – 0 | Spezia | Stadio degli Oliveti\| Arbitro: \| Facchin (Udine) \| |
| Arbitro:                          | Facchin (Udine) |       |        |                                                       |

| Arbitro: | Lombardo (Marsala) |

|                   |           |             |
| F. Speggiorin 33’ | Marcatori | 90’ Forzini |

| Livorno 7 novembre 1976 9ª giornata | Livorno           | 0 – 0 | Spezia | Stadio Ardenza\| Arbitro: \| Andreoli (Padova) \| |
| Arbitro:                            | Andreoli (Padova) |       |        |                                                   |

| Arbitro: | D'Elia (Salerno) |

|                 |           |  |
| Ricciarelli 13’ | Marcatori |  |

| Arbitro: | Artico (Padova) |

|            |           |                   |
| Nobile 69’ | Marcatori | 59’, 63’ Agostini |

| La Spezia 28 novembre 1976 12ª giornata | Spezia                 | 0 – 0 | Viterbese | Stadio Alberto Picco\| Arbitro: \| G. Panzino (Catanzaro) \| |
| Arbitro:                                | G. Panzino (Catanzaro) |       |           |                                                              |

| Arbitro: | Esposito (Torre Annunziata) |

|                   |           |                      |
| Angeloni 13’, 66’ | Marcatori | 43’ Beccati 76’ Papa |

| Arbitro: | Longhi (Roma) |

|                            |           |               |
| Colonnelli 10’ Turella 34’ | Marcatori | 59’ Giulietti |

| Arezzo 19 dicembre 1976 15ª giornata | Arezzo           | 0 – 0 | Spezia | Stadio Comunale\| Arbitro: \| Lanese (Messina) \| |
| Arbitro:                             | Lanese (Messina) |       |        |                                                   |

| Arbitro: | Ponzano (Alessandria) |

|                                         |           |                  |
| Giulietti 54’ Agostini 58’ Angeloni 74’ | Marcatori | 89’ (rig.) Galli |

| Arbitro: | G. Panzino (Catanzaro) |

|                       |           |  |
| Chinellato 43’ (rig.) | Marcatori |  |

| Arbitro: | Governa (Alessandria) |

|                                   |           |            |
| F. Speggiorin 21’ Ricciarelli 23’ | Marcatori | 88’ Florio |

| Olbia 23 gennaio 1976 19ª giornata | Olbia            | 0 – 0 | Spezia | Stadio Bruno Nespoli\| Arbitro: \| Altobelli (Roma) \| |
| Arbitro:                           | Altobelli (Roma) |       |        |                                                        |

#### Girone di ritorno
| Arbitro: | Parussini (Udine) |

|                     |           |                        |
| Angeloni 82’ (aut.) | Marcatori | 36’, 84’, 89’ Agostini |

| La Spezia 6 febbraio 1977 21ª giornata | Spezia           | 0 – 0 | Pistoiese | Stadio Alberto Picco\| Arbitro: \| Colasanti (Roma) \| |
| Arbitro:                               | Colasanti (Roma) |       |           |                                                        |

| Arbitro: | D'Elia (Salerno) |

|               |           |  |
| Pulitelli 26’ | Marcatori |  |

| Arbitro: | Milan (Treviso) |

|              |           |  |
| Angeloni 45’ | Marcatori |  |

| Arbitro: | Governa (Alessandria) |

|             |           |              |
| Calisti 30’ | Marcatori | 11’ Angeloni |

| Arbitro: | Esposito (Torre Annunziata) |

|                       |           |  |
| Marino 8’ Tartari 87’ | Marcatori |  |

| La Spezia 13 marzo 1977 26ª giornata | Spezia            | 0 – 0 | Massese | Stadio Alberto Picco\| Arbitro: \| Tonolini (Milano) \| |
| Arbitro:                             | Tonolini (Milano) |       |         |                                                         |

| Arbitro: | Corigliano (Crotone) |

|                                |           |                                |
| Forzini 71’ Bologna 89’ (rig.) | Marcatori | 73’ F. Speggiorin 74’ Angeloni |

| Arbitro: | Savalli (Trapani) |

|                                        |           |              |
| Angeloni 23’ Agostini 52’ Sellitri 58’ | Marcatori | 90’ Vitulano |

| Arbitro: | Parussini (Udine) |

|                              |           |              |
| Marlia 4’ (rig.), 33’ (rig.) | Marcatori | 49’ Angeloni |

| La Spezia 10 aprile 1977 30ª giornata | Spezia             | 0 – 0 | Lucchese | Stadio Alberto Picco\| Arbitro: \| Madonna (Ercolano) \| |
| Arbitro:                              | Madonna (Ercolano) |       |          |                                                          |

| Viterbo 17 aprile 1977 31ª giornata | Viterbese         | 0 – 0 | Spezia | Stadio della Palazzina\| Arbitro: \| Stringaro (Udine) \| |
| Arbitro:                            | Stringaro (Udine) |       |        |                                                           |

| Arbitro: | Chiri (Mantova) |

|             |           |  |
| Garlini 80’ | Marcatori |  |

| Arbitro: | Governa (Alessandria) |

|  |           |             |
|  | Marcatori | 60’ Turella |

| Arbitro: | Morganti (Ascoli Piceno) |

|                   |           |  |
| F. Speggiorin 29’ | Marcatori |  |

| Arbitro: | Manfredini (Pavia) |

|           |           |             |
| Galli 41’ | Marcatori | 9’ Angeloni |

| Arbitro: | Lauretano (Roma) |

|                                                |           |  |
| Ferraris 45’, 63’ Ricciarelli 72’ De Fraia 85’ | Marcatori |  |

| Reggio Emilia 5 giugno 1977 37ª giornata | Reggiana           | 0 – 0 | Spezia | Stadio Mirabello\| Arbitro: \| Lombardo (Marsala) \| |
| Arbitro:                                 | Lombardo (Marsala) |       |        |                                                      |

| Arbitro: | Filippi (Milano) |

|           |           |                 |
| Fazio 50’ | Marcatori | 90’ M. Niccolai |

### Coppa Italia Semiprofessionisti

#### Fase eliminatoria a gironi
| Arbitro: | Milani (Torino) |

|              |           |  |
| Ghilardi 73’ | Marcatori |  |

| 25 agosto 1976 2ª giornata |  | – Turno riposo Spezia |  |  |

| Arbitro: | Graziani (Vicenza) |

|                 |           |  |
| Ricciarelli 64’ | Marcatori |  |

| Arbitro: | Simini (Torino) |

|  |           |             |
|  | Marcatori | 41’ Tosetti |

| 4 settembre 1976 5ª giornata |  | – Turno riposo Spezia |  |  |

| Livorno 8 settembre 1976 6ª giornata | Livorno            | 0 – 0 | Spezia | Stadio Ardenza\| Arbitro: \| Migliore (Salerno) \| |
| Arbitro:                             | Migliore (Salerno) |       |        |                                                    |